# 潘月红
潘月红（1914年—2016年9月1日），新加坡一位京剧演员。 1992年，她獲頒新加坡文化奖，并于2014年入选新加坡女性名人堂。 同年獲頒新加坡戏曲学院新加坡戏曲卓越贡献奖。

## 生平
潘月红出生于中国上海。父亲本姓赵，不過潘月红随母姓。  潘月红在9、10 岁時开始学习京剧 ，14 岁时应当地京劇剧团的要求前往新加坡。  潘月红在新加坡加入了當地的一個京劇剧团。 
1995年，潘月红宣布封箱不唱。不過之後在世界各地参加各种慈善义演。
2016年9月1日，潘月红因心臟衰竭去世。